# 若瑟·德其素
若瑟·德其素（荷蘭語：Jozef De Kesel，1947年6月17日—）是比利時籍天主教司鐸級樞機及現任梅赫倫-布魯塞爾總教區總主教。

## 生平
若瑟·德其素于1947年6月17日在比利時佛萊明大區的自治市根特出生。1972年8月26日，他在梅赫倫-布魯塞爾總教區晉鐸。
於2002年5月26日由霍德弗里德·丹内尔斯樞機晉牧，獲時任教宗若望·保祿二世任命為梅赫倫-布魯塞爾總教區輔理主教，領銜Bulna教區主教。2010年7月10日至2015年11月6日間擔任布魯日教區主教。
2015年11月6日起，接替榮休的安德肋-若瑟·萊奧納爾，出任梅赫倫-布魯塞爾總教區正權總主教、比利時軍中教長區教長和比利時主教團主席。同年12月12日正式就任。
2016年10月9日，時任教宗方濟各在三鐘經中宣布，將於同年11月19日擢升若瑟·德其素為司鐸級樞機，領羅馬聖若望及保祿堂堂區司鐸銜。

## 牧徽

若瑟·德其素樞機牧徽